# Banda Lenti
La Banda Lenti fu una brigata partigiana che si costituì dopo l'8 settembre 1943 attorno alle figure di Agostino Lenti, un ex ufficiale degli Alpini, e di Mario Manassero, soldato del regio esercito, che ben presto divennero punto di riferimento e di aggregazione per una decina di ragazzi, renitenti alla leva, originari di Camagna Monferrato. Con l'estate del 1944, la formazione creò collegamenti con le altre realtà ribelli sviluppatesi sul territorio, per poi unirsi alle Brigate Matteotti attive nella zona.
La formazione partigiana fu tra le più importanti della Resistenza in Monferrato, ricordata insieme alla Banda Tom.
Nel mese di luglio, i pressanti rastrellamenti nemici costrinsero la Lenti a ripiegare in collina, spostandosi dall'abitato di Camagna al Santuario della Madonna dei Monti, poco distante da Grazzano Badoglio. Qui, però, il 12 settembre, Lenti e 25 dei suoi, vennero sorpresi e catturati dai fascisti, e tradotti a Valenza dove furono seviziati, bastonati a sangue, condannati a morte e trucidati, il 12 settembre 1944. Agostino Lenti, dopo un tentativo, fallito, di salvare i compagni in cambio della sua sola esecuzione, morì nel tentativo di fuggire.
Nella piazza che porta il loro nome a Camagna, una lapide ricorda i fratelli Agostino e Pietro Lenti, rispettivamente fondatore, comandante e combattente della III Brigata Matteotti, ed i nomi degli altri partigiani caduti. Accanto, un marmo indica anche il luogo della fucilazione del partigiano Mario Bizzarri, trucidato nel corso del rastrellamento del 31 luglio 1944. Sui vicoli e le piazzette del centro storico, si affacciano le tipiche case in tufo e mattoni, tra queste il palazzo comunale, assaltato tra il 21 ed il 22 luglio 1944 dai partigiani della Banda Lenti.

## Storia
I ribelli monferrini agirono in simultanea, impadronendosi dei municipi di Vignale Monferrato, Cuccaro Monferrato, Terruggia, Rosignano Monferrato, Cella Monte, Altavilla, Frassinello Monferrato ed Ottiglio, dando alle fiamme i registri della leva militare ed i documenti degli ammassi agricoli, imposti dal Regime ai contadini. Alla periferia del paese, al bivio per Vignale Monferrato, un'area monumentale commemora i guerriglieri della Lenti, i caduti ed i dispersi sui diversi fronti della seconda guerra mondiale.
All'interno del cimitero comunale, un Sacrario accoglie la memoria degli uomini della Banda Lenti ed un marmo esalta la figura di
Colombina Cabiati, “Mamma Lenti”, Medaglia d'oro della Provincia di Alessandria. Nel vicino comune di Grazzano, in corrispondenza della zona nota come Madonna dei Monti, luogo ove furono catturati, un cippo ricorda l'eccidio della Banda Lenti.

## I ventisette
- Agostino Lenti, di Camagna Monferrato
- Piero Lenti, di Camagna Monferrato
- Giuseppe Accatino, di Camagna Monferrato
- Leandro De Bernardi, di Camagna Monferrato
- Piero De Bernardi, di Camagna Monferrato
- Pietro De Bernardi, di Camagna Monferrato
- Pietro Leone, di Camagna Monferrato
- Edoardo Lupano, di Camagna Monferrato
- Mario Manassero, di Camagna Monferrato
- Felice Pastrone, di Camagna Monferrato
- Pierino Scarrone, di Camagna Monferrato
- Giovanni Spigo, di Camagna Monferrato
- Cesare Amisano, di Frassinello
- Aldo Bergamaschino, di Vignale
- Angelo Bordino, di Mathi
- Paolo Cantamessa, di Casale Monferrato
- Guido Chiesa, di Casale Monferrato
- Luigi Filippini, di Casale Monferrato
- Pietro Lupano, di Santa Maria del Tempio, frazione di Casale Monferrato
- Marcello Luparia, di Rosignano
- Crescentino Marinone, di Santa Maria del Tempio, frazione di Casale Monferrato
- Biagio Mazzucco, di Vignale
- Renato Morandi, di Casale Monferrato
- Giuseppe Pampuro, di Borgo San Martino
- Jofre Briati, di Vignale
- Giovanni Ronco, di Rosignano
- Giovanni Zeppa, di Santa Maria del Tempio, frazione di Casale Monferrato

## Il ricordo
Ogni anno il Comune di Camagna Monferrato, il Comune di Valenza e i Comuni del Monferrato ricordano quell'avvenimento con una cerimonia ufficiale nella seconda metà del mese di settembre. Hanno partecipato come oratori ufficiali:
- 2004: Paolo Filippi Presidente della Provincia di Alessandria e Jean Servato.
- 2005: Maria Rita Rossa Assessore provinciale.
- 2006: Senatore Raimondo Ricci e Gen. Luigi Turchi, Presidente dell'Istituto del Nastro Azzurro.
- 2007: Daniele Borioli e Enzio Gemma, celebrata a Vignale Monferrato.
- 2008: Davide Sandalo e Dionigi Roggiero, celebrata a Ottiglio.
- 2009: Sergio Chiamparino, Sindaco di Torino e poi Presidente della Regione Piemonte.
- 2010: Marco Ratti, Sindaco di Bosio.
- 2011: Chiara Colombini (Istoreto) e Sergio Pistone del Movimento Federalista Europeo.
- 2012: Emanuela Guerra, Presidentessa ANPI "Roberto Di Ferro" di Albenga.
- 2013: Marco Delpino, Presidente ANPI di S.Margherita-Portofino e Franco Scarrone, storico locale.
- 2014: Margherita Bassini, Coordinatrice del comitato scientifico della Fondazione Luigi Longo di Alessandria.
- 2015: Francesco Di Salvo, consigliere comunale di Alessandria e Lidia Menapace, staffetta partigiana e senatrice della Repubblica.
- 2016: Luciana Romoli Baglioni, staffetta partigiana durante l'occupazione di Roma.
- 2017: Irene Barichello, insegnante e articolista de Patria Indipendente.
- 2018: Lidia Tebaldi e Gaspare "Rino" Jean, Sezione ANPI 25 Aprile di Milano.
- 2019: Sergio Fogagnolo, figlio di Umberto, martire di Piazzale Loreto.
- 2020: Eric Gobetti, storico e antifascista.
- 2021: Tiziana Pesce, figlia del Comandante Partigiano, Medaglia d’Oro della Resistenza, Giovanni Pesce e della Staffetta Partigiana, Onorina Brambilla.
- 2022: Ivano Tajeti, Segreteria provinciale ANPI Milano.
- 2023: Mara Scagni, Segreteria provinciale ANPI Alessandria.

Al termine della cerimonia, una corona di alloro viene deposta sotto la lapide che ricorda l'eccidio dei partigiani della Banda Lenti per rendere omaggio a quei giovani che misero in gioco la propria vita per regalare libertà e democrazia all'Italia in ginocchio a causa della Seconda guerra mondiale.